# Estanislao Kostka
Estanislao Kostka (Rostkowo, 28 de octubre de 1550 - Roma, 15 de agosto de 1568) fue un novicio polaco integrante de la Compañía de Jesús. Nació en la aldea de Rostkowo, que hace parte del municipio de Przasnysz, en el voivodato de Mazovia (actual Polonia), se incorporó a la Compañía de Jesús en Roma en su 17.º cumpleaños (28 de octubre de 1567) y murió de malaria en esa misma  ciudad.

## Familia
Su padre, Juan Kostka (Jan Kostka) fue senador del Reino de Polonia y Señor de Zakroczym. Su madre, Margarita Kryska de Drobni (Małgorzata de Drobniy Kryska) era hermana y sobrina de los Duques de Mazovia y tía del célebre canciller polaco Félix Kryski (Szczesny Kryski). Estanislao fue el segundo de 7 hijos; su hermano mayor, Pablo Kostka (Paweł Kostka) estuvo presente en su ceremonia de beatificación en 1605.

## Vida

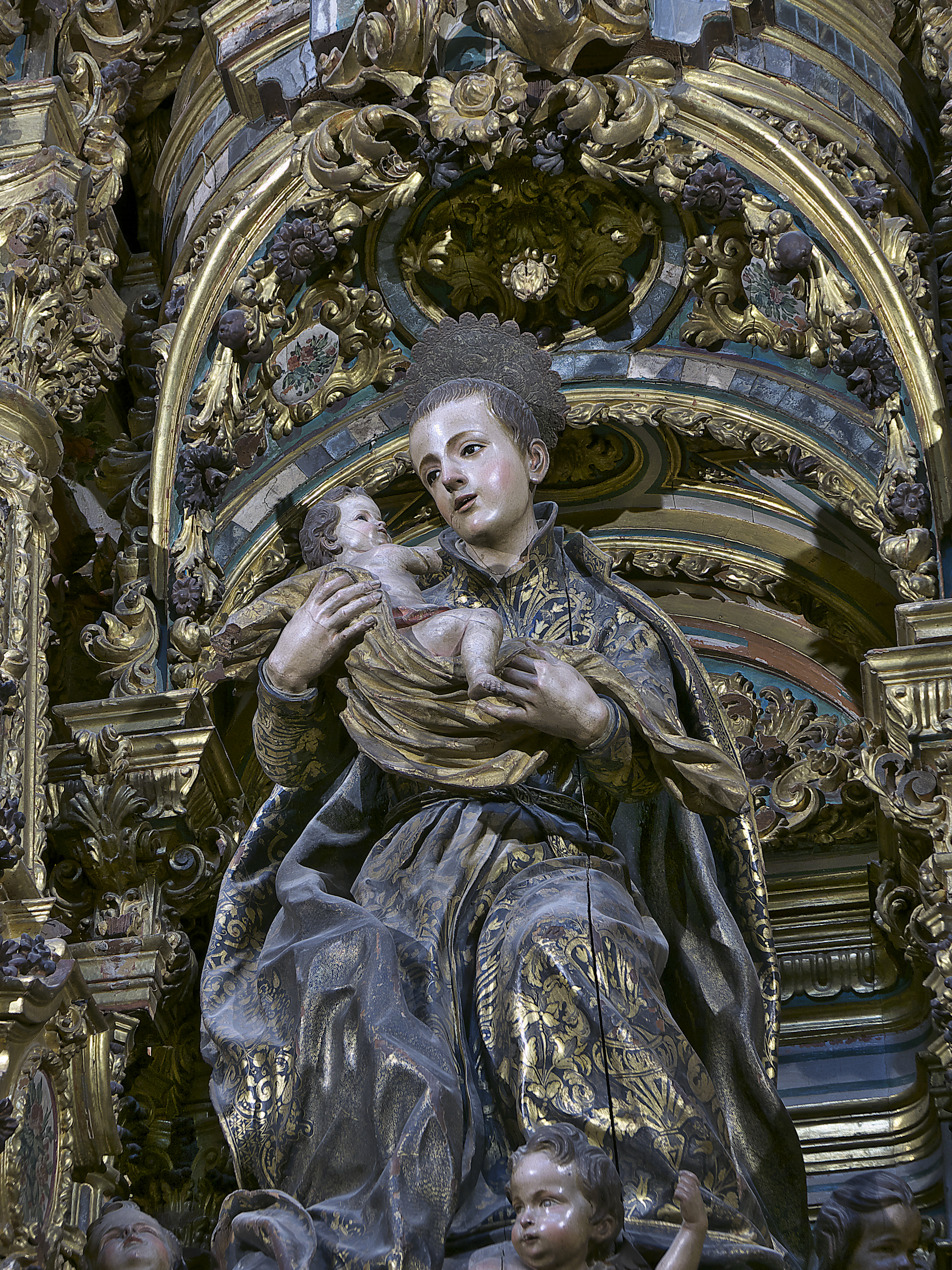
Iglesia de San Luis de los Franceses (Sevilla)

Cuando Estanislao tenía 13 años su padre decidió enviarle a Viena, junto con el primogénito y su ayo Juan Bilinski – más tarde canónico de Plock – a un colegio de los jesuitas, donde se educaba a la nobleza austriaca. Allí estudió 3 años de Gramática, Humanidades y Retórica. A los 15 años Estanislao dedicaba grandes ratos a la oración, y — según el proceso de beatificación — dijo haber experimentado éxtasis; además añadía durísimas mortificaciones y ayunos. Nació en él la vocación a la Compañía de Jesús, pero su familia se oponía.
Después de una grave enfermedad, durante la que se habían negado a administrarle el Viático, Estanislao dijo que en pleno proceso febril se le había aparecido Santa Bárbara en compañía de dos ángeles y le habían traído personalmente la comunión, y que luego se le había aparecido la mismísima Virgen con el Niño Jesús en brazos, que lo habían curado y le habían dado el encargo de entrar en la Compañía. Sin embargo, faltaba el permiso paterno, pero Polonia estaba muy lejos. Estanislao decidió entonces abandonar a su familia y marcharse a Dillingen, en Alemania, donde el provincial jesuita de aquel entonces, el padre Pedro Canisio (que más tarde sería canonizado), lo probó y después lo envió a Roma.
El 25 de octubre de 1567 Estanislao se presenta ante el General de la Compañía, Francisco de Borja (más tarde canonizado), y tres días después fue admitido en el noviciado. Realizó el mes de Ejercicios Espirituales que le dio Claudio Acquaviva, futuro General de la Orden. La conducta de Estanislao era intachable, y cuando pasó al noviciado de San Andrés del Quirinal impresionó a todos con sus virtudes. Destacaba su gran devoción a la Virgen.

## Muerte

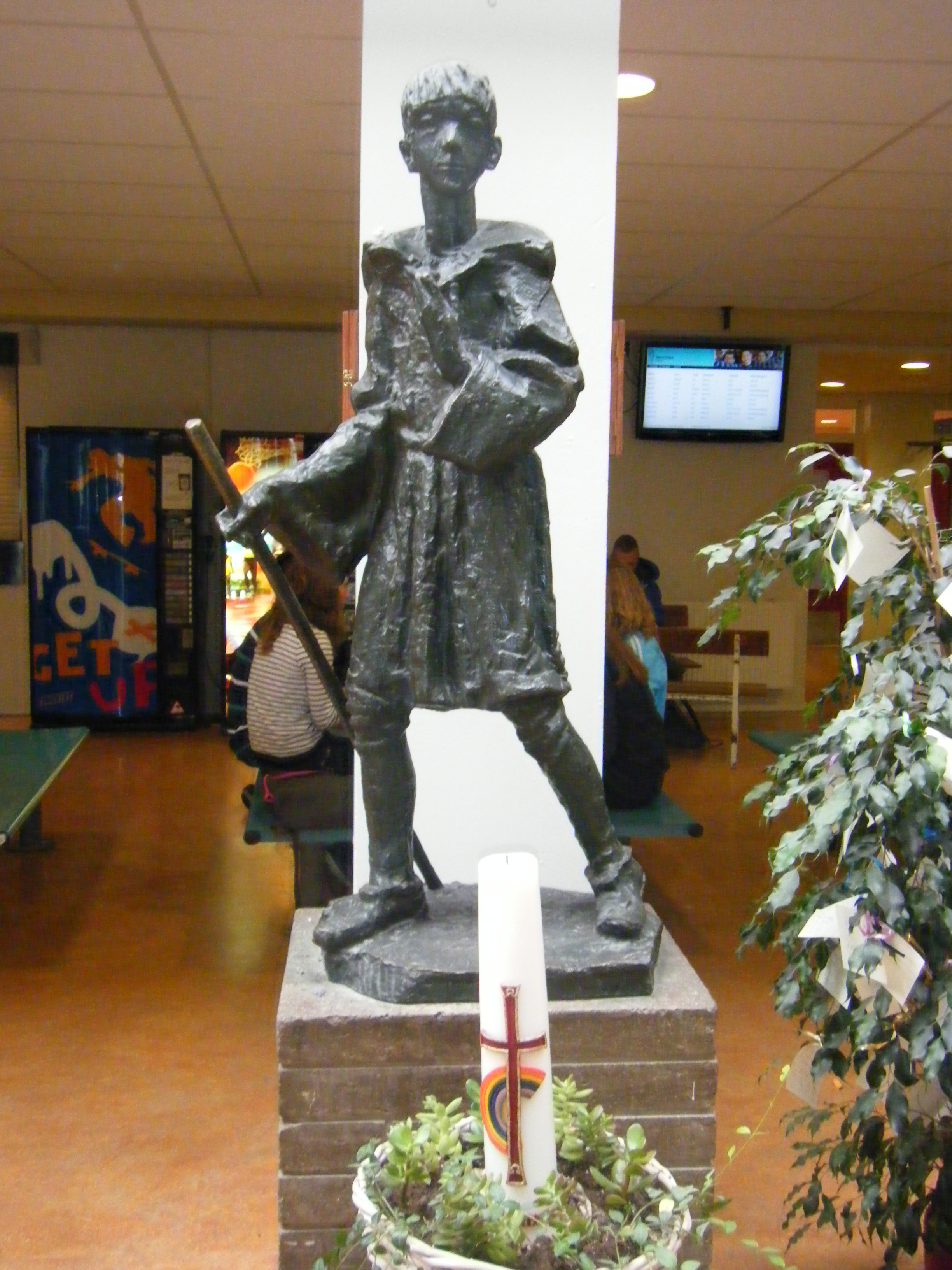
Stanislas, de Albert Termote,
en el Stanislascollege en Delft.

Durante la tarde de la festividad de San Lorenzo mártir el 10 de agosto de 1568, Estanislao cayó enfermo. Entregó a sus compañeros una carta dedicada a la Virgen María rogándole que lo llamara a los cielos para celebrar la fiesta de la Asunción de María consigo. El 15 de agosto alrededor de las 4 de la mañana, mientras estaba absorto en sus oraciones, falleció. La ciudad entera lo proclama santo y gentes de muchas partes llegan para venerar sus restos y buscar obtener alguna reliquia. Fue beatificado el 14 de agosto de 1605 y canonizado el 31 de diciembre de 1726.
Un sacerdote de Portugal dijo que el día 5 de agosto (10 días antes de su muerte) el santo joven Estanislao le había dicho que esperaba estar presente en la próxima fiesta de la Virgen que tendría lugar en el cielo.
Sus compañeros dijeron que el 1 de agosto de 1568 (15 días antes de su muerte) el sacerdote Pedro Canisio, durante su visita a Roma, había sido invitado a dirigir una plática a los novicios de la Compañía. Dijeron que después de la plática, el santo Estanislao habría dicho: «El padre Canisio nos ha exhortado a todos a caminar con rapidez por la senda de la vida; pero su exhortación para mí ha sido un prenuncio de mi muerte: voy a morirme dentro de este mes». Por verlo aparentemente sano, nadie había hecho caso de sus palabras.